# John Muirhead Macfarlane
John Muirhead Macfarlane (* 28. September 1855 in Kirkcaldy, Fife; † 16. September 1943 in Lancaster) war ein schottischer Botaniker. Sein botanisches Autorenkürzel lautet „Macfarl.“

## Biografie
John Muirhead Macfarlane wurde 1855 im schottischen Kirkcaldy Fife als Sohn von Peter und Isabella Macfarlane geboren. Die Familie gehörte den Presbytern an. An der University of Edinburgh erlangte er den Titel des Bachelor of Science und wurde Doktor der Wissenschaften. Macfarlane war zweimal verheiratet. Seine erste Frau war Emily Warburton Macfarlane, sie verstarb 1927. Seine zweite Frau, Lily Wells Macfarlane, überlebte ihn und gebar ihm vier Kinder. 1880 gründete er die Botanical Society of Edinburgh, 1881 wurde er Lektor in Botanik am Royal Veterinary College. Im Jahre 1891 wanderte Macfarlane in die USA aus und wurde Professor für Botanik an der Universität von Pennsylvania. 1943 verstarb John Muirhead Macfarlane in Lancaster.

## Schriften (Auswahl)
Für Adolf Englers Das Pflanzenreich bearbeitete Macfarlane die Familien der Kannenpflanzen (Nepenthaceae, 1908), der Schlauchpflanzen (Sarraceniaceae, 1908) und der Zwergkruggewächse (Cephalotaceae, 1911). Weitere Werke, die er verfasste, sind u. a.:
- A comparison of the minute structure of plant hybrids with that of their parents, and its bearing on biological problems. Grant, Edinburgh 1892.
- The causes and course of organic evolution: a study of bioenergics. MacMillan, New York 1918, Online.
- The quantity and sources of our petroleum supplies: a review and a criticism. Noel Printing, Philadelphia 1931
- The evolution and distribution of flowering plants. Mehrbändig, Noel Printing, Philadelphia 1933.

## Nachweise
- Robert Zander: Zander. Handwörterbuch der Pflanzennamen. Hrsg. von Walter Erhardt, Erich Götz, Nils Bödeker, Siegmund Seybold. 17. Auflage. Eugen Ulmer, Stuttgart 2002, ISBN 3-8001-3573-6, S. 961.
- Ray Desmond: Dictionary of British and Irish botanists and horticulturists:including plant collectors, flower painters, and garden designers. CRC Press, 1994, ISBN 0-85066-843-3, S. 451.
- J. T. White: National cyclopedia of American biography. White, Pennsylvania 1964.